# Gora Beljaeva
Gora Beljaeva är ett berg i Antarktis. Det ligger i Östantarktis. Australien gör anspråk på området. Toppen på Gora Beljaeva är 1 519 meter över havet.
Terrängen runt Gora Beljaeva är huvudsakligen platt, men norrut är den kuperad. Trakten är obefolkad. Det finns inga samhällen i närheten.